# Santana de Mangueira
Santana de Mangueira è un comune del Brasile nello Stato del Paraíba, parte della mesoregione del Sertão Paraibano e della microregione di Itaporanga.